# North Island, Falklandsöarna
North Island är en ö i territoriet Falklandsöarna (Storbritannien). Den ligger i den västra delen av landet. Arean är 1,3 kvadratkilometer.
Terrängen på North Island är platt. Öns högsta punkt är 105 meter över havet. Den sträcker sig 1,9 kilometer i nord-sydlig riktning, och 1,1 kilometer i öst-västlig riktning. På ön finns gräsmarker.